# Puot Kang Chol
Puot Kang Chol (né le 1er janvier 1985) est un homme politique sud-soudanais qui occupe le poste de ministre du Pétrole (en) au sein du Gouvernement de transition d'unité nationale revitalisé (en) (R-TGoNU) depuis 2021,. Il est membre du Mouvement populaire de libération du Soudan en opposition (SPLM-IO),.

## Biographie
Puot Kang Chol naît à Mandeeng, dans le comté de Nasir (en), au Soudan, de Kang Chol et Rebecca Nyayiech Chang. Chol commence sa carrière d'enseignant dans une école du camp de réfugiés de Dima en Éthiopie, où il termine le niveau primaire. Il rejoint ensuite l'école secondaire Kebena en Éthiopie où il termine ses études secondaires. Chol se rend ensuite à Kampala, en Ouganda, où il fréquente l'université Cavendish Ouganda (en) et obtient une licence en droit (LL. B.) en 2013.

### Carrière politique
En 2010, Chol est nommé directeur exécutif du cabinet d'Ann Itto Leonardo (en), alors secrétaire générale adjointe du secteur sud du Mouvement populaire de libération du Soudan (SPLM). Chol devient le directeur des adhésions et du recrutement du SPLM, conservant ce poste jusqu'en 2013.
En 2013, lorsque le président sud-soudanais Salva Kiir Mayardit accuse le vice-président Riek Machar de tentative de coup d'État, Chol soutient Machar et fuit Djouba par crainte de persécution politique. Il rejoint ensuite le Mouvement populaire de libération du Soudan en opposition (SPLM-IO) et est nommé à la tête de la Ligue de la jeunesse.
Après la signature de l'accord de paix revitalisé en 2020, Chol retourne à Djouba et est nommé ministre du Pétrole au sein du gouvernement de transition d'unité nationale revitalisé (R-TGoNU). Pendant son mandat, Chol promeut la création d'un manuel unifié des ressources humaines pour les employés du secteur pétrolier du pays. En 2021, il achète des avions géophysiques pour effectuer des relevés et générer des données géophysiques aériennes sur le pétrole et d'autres ressources minérales au Soudan du Sud. Il engage également trois entreprises pour mener un audit environnemental sur l'impact de l'industrie pétrolière du pays sur l'environnement.
Le 5 mars 2025, Chol est arrêté avec ses gardes du corps et sa famille pour des motifs non spécifiés.